# Design thinking
A design thinking, magyar nevére fordítva designgondolkodás, másképpen tervezői gondolkodás, tervalapú gondolkodás problémamegoldásra irányuló új megközelítés, gondolkodásmód és világlátás. Egyre nagyobb népszerűségnek örvend az üzleti életben. Ma már mindenütt tettenérhető a szervezeti kultúra területén, elengedhetetlen része a vezetői eszköztárnak. Vitathatatlan létjogosultsága lett a magánélet és a személytervezés vonatkozásában is. Egyre több humántanácsadó alkalmazza a design-alapú tanácsadást.

## A designgondolkodás fogalma
Design Thinking (designgondolkodás, tervalapú gondolkodás, tervezői gondolkodás) a kreatív gondolkodás, személyközpontúság (ügyfélközpontúság) és az agilis design (célba fogott esztétikai élményt, örömet nyújtó tervek) új korszaka.
Hatékony módszer a problémák jó megközelítésére, újrafogalmazására és meghatározására, gyümölcsöző megoldások kialakítására, vonzó felhasználói élmények létrehozására.
Ha egy olyan új szituációba kerültünk, amelyben nincsenek jól működő terveink, eszközeink, ebben az esetben fel kell vennünk az ú.n. "design attitűdöt" (tervezői állapot), tervezői szemlélettel, professzionális tervezőként kell gondolkodnunk és helytállnunk.
A designgondolkodás középpontjában elsősorban azok a stratégiai döntések állnak, melynek segítségével a felhasználói út meghatározására, létrehozására és bejárására összpontosítunk, nem pedig a korábbi gyakorlatokra, már meglévő folyamatokra és technológiákra. A designgondolkodás az innováció és a meglévő ismeretek egyidejű hasznosítása.
A szervezeti kultúrába integrálva (személyi környezetben vagy munkahelyen) a designgondolkodás tágabb értelemben biztosítja a sikeres magatartásminták befogadását és ezzel együtt a változások elfogadását, a változásokhoz való rugalmas alkalmazkodást (reziliencia).
A tervezői szemlélet magában foglalja az előbb említett minták tervezői kódvisszafejtésének (sikeres tervek azonosításának, megfejtésének) képességét, és az új, emberközpontú megoldások (vagy csak azok prototípusának) tervezését, megkonstruálását, valamint az outputot (terméket, szolgáltatást, viselkedésmintázatokat, érzelmeket).

## Mikor van szükség designgondolkodásra?
A designgondolkodás akkor jelent valódi lehetőségeket, ha:
-a probléma okát keresve nem jutunk tovább. (A hibakeresés önmagában jó dolog.)
-a problémában dagonyázunk ahelyett, hogy a megoldás irányába mozdulnánk. (Mindössze odáig jutunk a gondolkodásban, hogy mit nem szeretnénk, de lövésünk sincs arról, hogy "mit igen?".)
-a problémát nem sikerült jól meghatározni. (Mi itt a probléma?)
-a tévesen meghatározott problémához rossz megoldásokat illesztünk. (Álmegoldások, placebók vagy üres körök.)
-a problémának objektíven nem létezik megoldása. (Nincs megoldás a halál ellen.)
-a problémamegoldás érdekében már minden korábban ismert megoldást kipróbáltunk (azokat is, amik elsőre nem feltétlenül jutottak eszünkbe, sőt, a környezetünkben másoknak sem).
-egyszerűen nem is voltak ismert megoldások.
-voltak ismert megoldások, amik azonban jelenleg már nem állnak rendelkezésünkre.
-megszokásokká merevedett megoldásaink az új tervek felfedezésének gátjaivá válnak.
-a megoldás nem jelent valódi kitörési lehetőséget. Fennáll annak a valószínűsége, hogy előbb vagy utóbb újra szembe kell néznünk a problémával. (Ha egy eszköz nem működik.)
-a problémák megoldásával szinte azonnal egy új problémával kell megbirkóznunk.
-a rendelkezésre álló megoldások ugyan jónak és hasznosnak tűnnek, de nem motiválnak minket és az érintetteket.
-valaha motiváltak, de mára megkoptak.
-a megoldások izgalmasak és vonzóak, de nem elég megbízhatóak (kockázatosak vagy egészen kis hatékonyságúak).
-a megoldás megtalálása után is úgy érezzük, hogy kényszerpályán mozgunk, nem elégít ki egyetlen válasz, alternatívákat szeretnénk, valódi választási lehetőségeket igénylünk.

## A módszertan
A tervezői gondolkodás számos különböző irányzatot, módszertant és ilyen módon gyakorlatot tartalmaz.
Az irányzatok és menedzsmenttechnikák közül azok a sikeresebbek, produktívabbak, amelyek ráébresztik ügyfeleiket és környezetüket arra, hogy megoldásokat ne az úgynevezett problématérben (a problémák között, a problémák kapcsán), hanem a megoldástérben (lehetőségek terében) keressék.
Viszont a legkitűnőbb döntési módszer sem segít akkor, ha nincsenek jó választási lehetőségek.
A megoldásközpontú gondolkodás bizonyosan zsákutcához vezet, ha például a problémamegoldó számára adott környezetben nem érhetők el azok a megoldások, amelyek valóban megszüntetnék a problémákat. Gyakran adódik olyan helyzet is, amikor egy jól bevált terv, vagy eszköz nem működik, akkor új tervre vagy eszközre van szükség. Ha pedig egy olyan új szituációba kerültünk, amelyben nincsenek jól működő terveink, eszközeink, ebben az esetben fel kell vennünk az ú.n. "design attitűdöt" (tervezői állapot), professzionális tervezőként kell gondolkodnunk és helytállnunk.
A tervezői gondolkodásra alapozó vezetés és tanácsadás (designgondolkodás) nem is problémákról, hanem működési zavarokról beszél.
A tervezői szemléletű vezető és tanácsadó (coach vagy mediátor) működési zavar esetén a hagyományos megoldástéren túllépve a jóval bővebb Tervezői Térben kutat új, a megoldástérben nem található, a felhasználó számára egyszerre vonzó (loveliest) és működőképes (likeliest) tervek (design) után.
A tervezői gondolkodásra épülő vezetés és tanácsadás (designgondolkodás és coaching) egyedisége az új tervek felfedezésének módszertanában rejlik.

## A tervezői gondolkodás főbb lépései
A design thinking művelői között nincs feltétlenül egyetértés a folyamat lépéseiről, azonban a legelterjedtebb a következő lépcsőkből áll: megismerés, definiálás, ötletelés, prototípus elkészítése, és tesztelés. A tervezői gondolkodás különlegessége, hogy bár a folyamat ezen meghatározott lépésekből áll, nem kizárt, hogy gyakran vissza-visszatérnek egy korábbi lépéshez, folyamatos iterációval finomítják a készülő terméket, szolgáltatást. A különböző lépésekhez számtalan konkrét módszer, gyakorlat áll rendelkezésre.

### Megismerés
A tervezői gondolkodás kiindulópontja a célcsoport megismerése. Ahhoz, hogy sikeresen fejlesszünk terméket, szolgáltatást vagy akár szervezetet, a legfontosabb, tervezők szemléletéből kiemelt elem a célközönséggel történő interakció, az igények és az azok mögött húzódó okok megismerése.Ez a lépés leginkább a kutatásról, tanulásról szól.

### Definiálás
Amennyiben kellő adat áll rendelkezésre az adott célcsoportról, a következő lépés annak konkrét megfogalmazása, hogy min is akarunk fejleszteni, amivel hozzájárulhatunk a célcsoport igényeihez. A meghatározott problémát a lehető legjobban fókuszálnunk kell, azt vizsgálva, hogyan lehet a legpontosabban megfogalmazni a saját célunkat. Az erre nagyon gyakran alkalmazott módszer a "Hogyan tudnánk...?" kérdés-alkotás.

### Ötletelés
Ha sikerül a lehető legpontosabban meghatároznunk a problémát, a következő lépés, hogy minél több megoldási lehetőséggel rukkoljunk elő. A brainstorming (ötletvihar) sokak által ismert módszere és szabályai itt is alkalmazhatók: nincs lehetetlen, cél a mennyiség, nem a minőség, minden ötlet hasznos. Ebben a fázisban lehet igazán innovatívvá és egyedivé tenni a teljes folyamatot.

### Prototípus elkészítése
Nagyon fontos, hogy az ötletek közül kiválasztott megoldási javaslatok a tervezői gondolkodás folyamatában ezen a ponton elevenednek meg, szó szerint kézzel foghatóvá válnak. A cél nem a tökéletes verzió megalkotása, hanem a gondolatok valósággá válása, az alkotás tevékenysége. A prototípus a fejlesztett terméktől vagy szolgáltatástól függően szinte bármi lehet, modell, makett, forgatókönyv, szituáció.

### Tesztelés
Végül, mintegy önmagába visszakanyarodva a folyamat újból a célcsoport irányába nyit, az elkészített prototípusnak ugyanis az az elsődleges célja, hogy újra interakcióba léphessünk azokkal, akiknek a termékünk, szolgáltatásunk elkészült. A tesztelés során kapott visszajelzések teszik lehetővé, hogy ha szükséges, visszatérjünk a prototípus elkészítésének fázisához, és addig finomítsuk, csiszoljuk a végterméket, amíg tökéletessé nem válik. Éppen ezért a prototípus-készítés és a tesztelés ciklikusan többször is ismétlődik a folyamatban.

## Designgondolkodás története
Egy designgondolkodáson alapuló világhírű cég: az IDEO önvallomása
A Szilícium-völgy szívében egy David Kelly nevű fiatal designer a következőket írta egy jóbarátjának. "Olyan céget szeretnék alapítani, amelyben a legjobb barátaimmal dolgozhatok együtt." Erre a barátságra és vállalkozókedvre épül az IDEO, melynek irodáiban jelenleg 550 ember dolgozik világszerte, akikkel nap, mint nap kíváncsian, optimistán és kifogyhatatlan humorral navigálunk a jövőbe. Gyártók, designerek, hackerek, építészek, gondolkodók, kutatók, írók, figyelmesen hallgatók, hazárdőrök és kivitelezők csapata. És szeretjük, amit csinálunk!
A hatvanas és hetvenes években kapott először nagy figyelmet a design-tevékenység, amelynek köszönhetően a nyolcvanas és kilencvenes években a design-szakmától különböző tevékenységi körökben is megjelent mint sokat ígérő módszer. Napjainkban más diszciplínák mellett, például a menedzsmenttel foglalkozó kutatók (annak érdekében, hogy megújítsák az általuk kutatott, tanított, nem ritkán a gyakorlatban művelt tudásterületet) is nagy figyelmet szentelnek a designgondolkodásnak. Például a szervezeti design, a stratégiai tervezés, a kutatástervezés mind olyan diszciplínák, melyekben egyaránt fontos szerepet kap a designgondolkodás. A menedzserek megpróbálnak a designerekhez hasonló szemléletet elsajátítani, egyfajta designatitűddel viszonyulni a felmerülő problémákhoz. Számos szervezet kvázi-design-teammé alakítja önmagát. A szervezetek a designerekhez hasonlóan a kulturális változások interpretátoraiként és alakítóiként kezdik önmagukat identifikálni, és nem csupán úgy tekintettetek magukra, mint fogyasztói javak és szolgáltatások előállítóira. Mindez a piacgazdaság új kontextusában ölt testet, melynek két sajátos vonása a hierarchiák hálózatokká alakulása, valamint a bürokrácia teammunkává szelídülése. Merőben új kontextust teremt az a mód is, ahogy a kapitalizmus a hatvanas években (a hippi mozgalomban, ellenkultúrában) kiteljesedő támadásokat integrálja, és piedesztálra emeli a kreatív munkavégzést, az autonóm döntésekre épülő termelést, az önmeghaladás vágyát. A legértékesebb munkaköröket betöltő dolgozókat vagy szabadúszókat (Richard Florida szavaival) a kitüntetett "kreatív osztály" tagjainak sorába emelte. Charles Florida a The Rise of the Creative Class című könyv szerzője egyik írásában a zseni új típusát teszi meg a kreatív osztály paradigmatikus hősének: ez az új típusú hős (akiből Florida professzor szerint) harmincnyolc millió található Amerikában, olyan "zseni", aki az alkotó munka mellett nem mond le az élet élvezetéről sem, hiszen olyan városban vállal csak munkát, ahol jelen van a három T. A high tech, a tolerancia és a talentum, vagyis az innováció nagyvárosaiban a bohém technonomádok szórakozva dolgoznak és dolgozva szórakoznak.

## Designgondolkodás oktatása
A designgondolkodást számos egyetemen tanítják: például Stanford University, Oxford University, Tempel University, University of Toronto, Case Western Reserve University, Magyarországon a Szent István Egyetem Designgondolkodás szakértője képzés. A designgondolkodás különféle, egymástól távol eső diszciplínákban is jelen van, egyes egyetemek kisebb-nagyobb intézeteiben oktatják, de egyelőre egyetlen designgondolkodásra épülő egyetem és átfogó oktatási projekt sem működik a nemzetközi piacon.

## Designgondolkodás felhasználási területei
A designdolkodás különféle szakmákba integrálható. Például: Stratégia és innováció, Szervezeti leadership, Globális business, Leadership és management, Emberi tényezők és technológia, life coaching, business coaching, humántanácsadás stb.